# Super FX

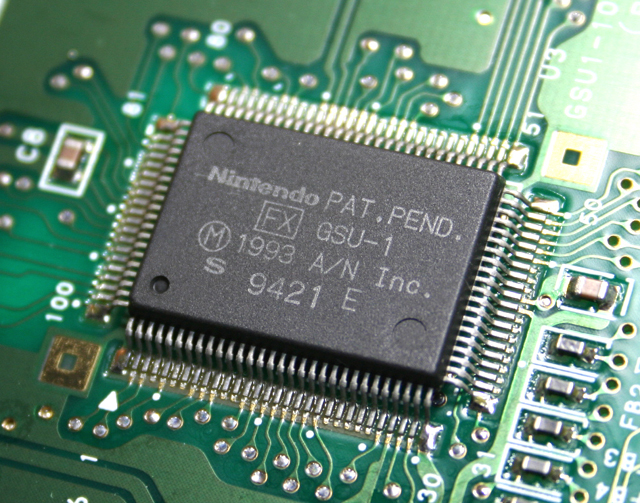
La puce Super FX intégrée à la cartouche.

Le Super FX (ou GSU-1) est une puce électronique conçue par Argonaut Games en 1993 pour la console de jeux vidéo Super Nintendo. C'est probablement la plus connue des puces éditées pour cette machine. Intégrée à la cartouche de jeu, elle permettait à la console de créer un rendu en trois dimensions à base de polygones et de vraies textures, elle fut opposée au Sega Virtua Processor (SVP) de Sega utilisé dans Virtua Racing sur Mega Drive. Elle pouvait également assister la console dans l'affichage de jeux en 2D (comme dans Super Mario World 2: Yoshi's Island).

## Caractéristiques
Cette puce, basée sur la technologie RISC, est assimilable à un coprocesseur graphique. Elle fonctionnait en plus du processeur central de la console. Le premier jeu à l'utiliser fut Star Wing. Ce dernier affichait des centaines de polygones à chaque instant. La puce fut déclinée en plusieurs versions.
La première était cadencée à 10,5 MHz. Elle acceptait en effet un signal à 21Mhz en provenance de la SNES, qu'elle divisait par deux pour son fonctionnement interne.
Une version améliorée, le Super FX 2 (ou GSU-2), est sortie en 1995. Celle-ci était packagée différemment (112 broches contre 100 sur la première version), lui permettant d'adresser deux fois plus de ROM et de RAM. Elle tournait par ailleurs entièrement à 21 MHz, contre 10,5 MHz pour la version originale.

## Jeux utilisant le Super FX
- Star Wing (Star Fox en Amérique du Nord)
- Dirt Racer
- Dirt Trax FX
- Stunt Race FX (Wild Trax au Japon)
- Vortex

## Jeux utilisant le Super FX 2
- Doom
- Super Mario World 2: Yoshi's Island
- Winter Gold
- Star Fox 2
- FX Fighter (annulé)
- Elite (annulé)
- Commanche (annulé)